# Kadaura
Kadaura (o Baoni Kadawa) è una suddivisione dell'India, classificata come nagar panchayat, di 12.658 abitanti, situata nel distretto di Jalaun, nello stato federato dell'Uttar Pradesh. In base al numero di abitanti la città rientra nella classe IV (da 10.000 a 19.999 persone).

## Geografia fisica
La città è situata a 25° 58' 60 N e 79° 50' 60 E e ha un'altitudine di 123 m s.l.m..

## Società

### Evoluzione demografica
Al censimento del 2001 la popolazione di Kadaura assommava a 12.658 persone, delle quali 6.726 maschi e 5.932 femmine. I bambini di età inferiore o uguale ai sei anni assommavano a 2.053, dei quali 1.094 maschi e 959 femmine. Infine, coloro che erano in grado di saper almeno leggere e scrivere erano 7.242, dei quali 4.401 maschi e 2.841 femmine.